# Black and white (Arkin/Robinson)
Black and white is een lied geschreven door David I. Arkin en Earl Robinson uit 1954. Het lied gaat over de uitspraak in de rechtszaak Brown v. Board of Education van datzelfde jaar omtrent het verbod van raciale scheiding in het onderwijs. Het lied begon origineel met de volgende regels (later zouden die soms niet meer gezongen worden):
Their robes were black, Their heads were white,
The schoolhouse doors were closed so tight,
Nine judges all set down their names,
To end the years and years of shame.
De tekst verwijst naar de blanke hoofden van de rechters in hun zwarte robes. Negen rechters tekenden uiteindelijk unaniem voor het eind van jaren van schaamte. De uitspraak was vooral theoretisch, al vrij vroeg wist Washington D.C. eronder uit te komen met de stelling dat het geen staat betrof. Het zou nog jaren duren voordat er echt schot in het bestrijden van racisme in de Verenigde Staten kwam.
De eersten die het lied opnamen waren Pete Seeger (1956) en Sammy Davis jr. (1957). In 1957 nam Earl Robinson het dan ook zelf op voor zijn album A walk in the sun and other songs an ballads. Die titel wijst terug op de speelfilm A walk in the sun uit 1945, waarvoor Robinson de titelsong schreef. De situatie van racisme werd benadrukt door het feit dat volgende covers pas veel later verschenen en dan aan de andere kant van de Atlantische Oceaan. Het zijn dan de jaren ’70.

## Greyhound
Rond mei 1971 bevond de Britse muziekgroep Greyhound zich in de studio en nam het nummer op. Zij gebruikten de titel voor zowel een single als voor hun debuutalbum. Deze reggaeversie met folkintro verkocht goed in Engeland. Ze behaalde de zesde plaats in de Britse Top 50 in dertien weken notering. Rond die tijd verscheen ook de versie van (ook Britse) The Maytones.

### Hitnoteringen
Ook in Nederland en België verkocht de Greyhoundversie goed. In Nederland werd ze van de eerste plaats afgehouden door Borriquito... van Peret.

#### Nederlandse Top 40
| Positie: | 33 | 13 | 6 | 5 | 4 | 2 | 2 | 4 | 8 | 15 | 32 | uit |

#### NederlandseDaverende 30
| Positie: | 25 | 20 | 6 | 4 | 2 | 2 | 2 | 7 | 9 | 16 | 22 | uit |

#### BelgischeBRT Top 30
| Positie: | 27 | 16 | 15 | 13 | 8 | 9 | 10 | 12 | 27 | 25 | uit |

#### VlaamseUltratop 30
| Positie: | 29 | 20 | 19 | 19 | 15 | 15 | 13 | 16 | 24 | uit |

#### NPO Radio 2 Top 2000
| Nummer met noteringen in de NPO Radio 2 Top 2000 | '00  | '01  |
| ------------------------------------------------ | ---- | ---- |
| Black and White                                  | 1958 | 1982 |

1. ↑  Een vetgedrukt getal geeft de hoogste notering aan.
2. ↑  2000 was het eerste jaar met een notering voor dit nummer.
3. ↑  Deze tabel is bijgewerkt tot en met de laatste editie (2024).

## Three Dog Night
Een volgend succes kwam uit de Verenigde Staten zelf. Three Dog Night nam het op voor hun album Seven separate fools. Ze brachten het tevens uit als single en die haalde op 16 september 1972 de eerste plaats van de Billboard Hot 100 in elf weken notering. Deze versie bleef toch voornamelijk "beperkt" tot Amerika.

## Andere versies
Andere artiesten die het opnamen zijn onder meer Gregory Isaacs en Inner Circle.